# التلاعب بالإنترنت
التلاعب بالإنترنت هو التلاعب بالتقنيات الرقمية عبر الإنترنت، بما في ذلك الخوارزميات والذباب الإلكتروني والبرامج النصية الآلية، لأغراض تجارية أو اجتماعية أو عسكرية أو سياسية. التلاعب بالإنترنت ووسائل التواصل الاجتماعي هي الوسيلة الرئيسية لنشر المعلومات المضللة بسبب أهمية المنصات الرقمية للاستهلاك الإعلامي والتواصل اليومي. عند استخدامه لأغراض سياسية، يمكن استغلال التلاعب بالإنترنت لتوجيه الرأي العام واستقطاب المواطنين ونشر نظريات المؤامرة وإسكات المعارضين السياسيين. يمكن أيضًا التلاعب بالإنترنت بهدف الربح، مثلًا لإلحاق الضرر بالخصوم من الشركات أو الخصوم السياسيين وتحسين سمعة العلامة التجارية. يستخدم التلاعب بالإنترنت أحيانًا لوصف التطبيق الانتقائي للرقابة على الإنترنت أو الانتهاكات الانتقائية لحياد الإنترنت.

## المشكلات
التلاعب السلوكي: غالبًا ما يهدف التلاعب بالإنترنت إلى تغيير تصورات المستخدمين وسلوكياتهم المقابلة. منذ أوائل العقد الأول من القرن الحادي والعشرين، كان مفهوم القرصنة الإدراكية يعني هجومًا سيبرانيًا يهدف إلى تغيير السلوك البشري. أما اليوم، يمكن للأخبار المزيفة وهجمات التضليل والتزييف العميق أن تؤثر سرًا على السلوك بطرق يصعب كشفها.
الانتشار السريع للمحتوى العاطفي القوي: وُجد أن المحتوى الذي يثير مشاعر عالية الإثارة (مثل الرهبة أو الغضب أو القلق أو المحتوى ذو المعنى الجنسي الخفي) هو الأكثر انتشارًا، وأن المحتوى الذي يحمل أحد هذه العناصر أو أكثر: الدهشة أو المتعة أو الإفادة، يؤخذ في الاعتبار.
البساطة على التعقيد: يمكن التلاعب بالإنترنت عبر تقديم تفسيرات بسيطة لظروف معقدة وإدامتها. غالبًا ما تكون هذه التفسيرات أسهل تصديقًا، وتأتي قبل إجراء تحقيقات كافية، وتتمتع بانتشار أعلى من أي تفسيرات ومعلومات معقدة ودقيقة. 
تأثير الأقران: تؤثر التقييمات الجماعية المسبقة لمحتوى الويب على تصورات الشخص للمحتوى نفسه. في عام 2015، تبين أن الجمال المتصور لقطعة فنية في سياق الإنترنت يختلف مع التأثير الخارجي إذ تم التلاعب بتقييمات الأقران حسب الرأي والمصداقية للمشاركين في تجربة طُلب منهم فيها تقييم قطعة فنية. وجد على موقع ريديت أن المحتوى الذي يحصل في البداية على عدد قليل من الأصوات السلبية أو الإيجابية غالبًا ما يستمر في الاتجاه السلبي أو العكس. يشار إلى هذا الأمر باسم «التصويت تحت تأثير العربة/كرة الثلج» من قبل مستخدمي ريديت ومسؤوليه.
فقاعات المرشح: قد يتم إنشاء غرف الصدى وفقاعات المرشح من قبل مسؤولي الموقع أو المشرفين الذين يحجبون الأشخاص الذين لديهم وجهات نظر مغايرة، أو من خلال وضع قواعد معينة، أو من قبل وجهات النظر النموذجية لأعضاء المجتمعات الفرعية/المجتمعات على الإنترنت أو «قبائل» الإنترنت.
الانحياز التأكيدي والتلاعب بالانتشار: لا يحتاج الخبر الزائف إلى أن يُقرأ، بل يكفي أن يؤثر من خلال عناوينه ومقتطفاته الصوتية. يمكن تضخيم أو تحفيز أو محاكاة نقاط ووجهات نظر وقضايا معينة.
محدودية الوقت وعدم إمكانية تصحيح المعلومات: غالبًا ما تأتي التوضيحات وأدلة دحض نظريات المؤامرة وكشف الأخبار الكاذبة متأخرةً بعد وقوع الضرر و/أو لا تصل إلى جمهور المعلومات المضللة بالكامل.
الاستهداف النفسي يمكن استخدام أنشطة وسائل التواصل الاجتماعي وغيرها من البيانات لتحليل شخصية الأشخاص والتنبؤ بسلوكهم وتفضيلاتهم. طوّر ميشال كوسينسكي مثل هذه الإجراءات، ويمكن استخدام هذه التقنية في مجال الإعلام أو المعلومات المخصصة لنفسية الفرد، مثلًا عبر فيسبوك. وفقًا للتقارير، ربما لعبت هذه الطريقة دورًا أساسيًا في فوز دونالد ترامب.

### الخوارزميات وغرف الصدى والاستقطاب
نظرًا للوفرة المفرطة في محتوى الويب، استفادت منصات الشبكات الاجتماعية ومحركات البحث من الخوارزميات لتفصيل وتخصيص تلقيمات المستخدمين بناءً على تفضيلاتهم الفردية. مع ذلك، تقيد الخوارزميات أيضًا التعرض لوجهات نظر أخرى ومحتوى مختلف، ما يؤدي إلى إنشاء غرف صدى أو فقاعات ألمرشح.
بمساعدة الخوارزميات، تؤثر فقاعات المرشح على خيارات المستخدمين وإدراكهم للواقع من خلال إعطاء الانطباع بانتشار وجهة نظر أو تمثيل معين على نطاق واسع. في أعقاب استفتاء عام 2016 لبقاء المملكة المتحدة ضمن الاتحاد الأوروبي والانتخابات الرئاسية في الولايات المتحدة الأمريكية، اكتسب هذا الأمر اهتمامًا إذ اعترف العديد من الأفراد بمفاجأتهم بالنتائج التي بدت بعيدة جدًا عن توقعاتهم. يتأثر نطاق التعددية بإضفاء الطابع الشخصي على الخدمات الشخصية والطريقة التي يحد فيها من الاختيار. وُجدت خمسة مؤثرات لفظية تلاعبية في النصوص الإعلامية. تشمل هذه المؤثرات التعبير عن الذات واستراتيجيات الخطاب الدلالي واستراتيجيات الإقناع ومقاطع الفيديو القصيرة والمؤثرة والتلاعب بالمعلومات. تتضمن مجموعة المفردات الخاصة بالتلاعب اللفظي في الكلام الكناية والمفردات المزاجية والصفات الظرفية والشعارات والاستعارات اللفظية وغيرها.
تشير الأبحاث حول غرف الصدى التي أجراها فلاكسمان وغويل وراو وبارايزر وغرومبينغ إلى أن استخدام وسائل التواصل الاجتماعي ومحركات البحث يزيد التباعد الأيديولوجي بين الأفراد.

## البحث والاستخدام من قبل المخابرات والوكالات العسكرية
تم الكشف عن وحدة مجموعة مخابرات أبحاث التهديدات المشتركة التابعة لمكاتب الاتصالات الحكومية، وهي جهاز المخابرات البريطاني، جزءًا من عمليات كشف التنصت العالمي في الوثائق التي سربها المتعاقد السابق مع وكالة الأمن القومي إدوارد سنودن ويشمل نطاق مهمتها اتباع «الحيل القذرة» «لتدمير الأعداء وحرمانهم وإضعافهم وتعطيل عملياتهم». تشمل التكتيكات الأساسية حقن مواد كاذبة على الإنترنت من أجل تدمير سمعة الأهداف والتلاعب بالخطاب والنشاط على الإنترنت والتي قد تستخدم فيها أساليب مثل نشر مواد ونسبها زورًا إلى شخص آخر، والتظاهر بأن شخص ما هو ضحية للشخص المستهدف الذي يراد تدمير سمعته ونشر «معلومات سلبية» على مختلف المنتديات.

### في السياسة
في عام 2016 كشف أندريس سيبولفيدا أنه تلاعب بالرأي العام لتزوير الانتخابات في أمريكا اللاتينية. وفقًا له، قاد بميزانية قدرها 600,000 دولار أمريكي فريقًا من القراصنة الذين سرقوا استراتيجيات الحملة الانتخابية، وتلاعبوا بوسائل التواصل الاجتماعي لخلق موجات زائفة من الحماس والسخرية، وقاموا بتثبيت برمجية تجسس في مكاتب المعارضة لمساعدة مرشح يمين الوسط، إنريكه بينيا نييتو، على الفوز في الانتخابات.
في الفترة التي سبقت انتخابات عام 2014 في الهند، اتُهم كل من حزب بهاراتيا جاناتا وحزب المؤتمر بتوظيف «متصيدين سياسيين» للحديث عنهما بشكل إيجابي على المدونات ووسائل التواصل الاجتماعي.
يُعتقد أيضًا أن الحكومة الصينية تدير ما يسمى ب «جيش الخمسين سنتًا» (في إشارة إلى المبلغ الذي يقال إنهم يتقاضونه) و«جيش المياه على الإنترنت» لتعزيز الرأي المؤيد لها وللحزب الشيوعي الصيني ولقمع المعارضة.
في ديسمبر 2014، أُطلقت وزارة الإعلام الأوكرانية حملة لمواجهة الدعاية الروسية وكانت إحدى مهامها الأولى إنشاء حسابات على وسائل التواصل الاجتماعي (المعروفة أيضًا باسم «جيش آي») وتجميع أصدقاء يتظاهرون بأنهم من سكان شرق أوكرانيا.

### تدابير مضادة
في مجلة وايرد، لوحظ أن قواعد الدولة القومية مثل التسجيل الإجباري والتهديد بالعقاب ليست تدابير كافية لمكافحة مشكلة بوتات الإنترنت.
في محاولة للحماية من مشكلة تأثير التقييمات المسبقة على التصورات، اتخذت العديد من المواقع الإلكترونية مثل ريديت خطوات مثل إخفاء عدد الأصوات لفترة محددة.
تشمل بعض التدابير المحتملة الأخرى قيد المناقشة الإبلاغ عن المنشورات التي يُحتمل أن تكون ساخرة أو كاذبة. مثلًا، في ديسمبر 2016 أعلن فيسبوك أنه سيتم وضع علامة على المقالات المتنازع عليها بمساعدة المستخدمين ومدققي الحقائق الخارجيين. تبحث الشركة عن طرق لتحديد «العمليات المعلوماتية» والحسابات الوهمية، وقد علّقت 30 ألف حساب قبل الانتخابات الرئاسية في فرنسا في ضربةٍ ضد العمليات المعلوماتية.
يعتبر مخترع الشبكة العنكبوتية العالمية تيم بيرنرز لي أن تكليف بعض الشركات بتقرير ما هو صحيح أو غير صحيح هو اقتراح محفوف بالمخاطر، ويذكر أن الانفتاح قد يجعل الويب أكثر صدقًا. مثلًا، يشير إلى ويكيبيديا التي، رغم أنها ليست مثالية، تسمح لأي شخص بالتحرير مع أن مفتاح نجاحها لا يكمن في التكنولوجيا فحسب، بل في إدارة الموقع أيضًا. هذا يعني أن لديها جيشًا من المتطوعين الذين لا حصر لهم وطرقًا لتحديد ما هو صحيح أو غير صحيح.